# W chmurach (album)
W chmurach – debiutancki album Mai Hyży, wydany 24 marca 2015 nakładem wytwórni muzycznej QL City. Materiał na płytę powstał we współpracy z Piotrem Siejką, Pauliną Przybysz i Agnieszką Burcan. Album promowały dwa single: „Kawa” i „Będę kochać”, do którego ukazał się teledysk w reżyserii Michała Kwiatka.

## Lista utworów
1. "Kawa" — 4:06
2. "Dla mnie nowy świat" — 3:11
3. "Huragan" — 3:35
4. "Thelma i Louise" — 4:11
5. "Prawdziwa ja" — 4:12
6. "Łzy" — 4:45
7. "Będę kochać" — 3:20
8. "Nie musisz kłamać" — 3:41
9. "Wieczność za jeden dzień" — 3:55
10. "Śpij już" — 3:16
11. "Kiedy do mnie wracasz" — 3:41
12. "N.C.N.L.S." — 3:28